# Before the Rain
Before the Rain (Macedonisch: Пред дождот, Pred doždot) is een Macedonisch-Britse oorlogsfilm uit 1994 onder regie van Milčo Mančevski. Hij won met deze film de Gouden Leeuw op het filmfestival van Venetië.

## Verhaal
De jonge monnik Kiril leert Zamira kennen, een voortvluchtig Albanees meisje. Een op wraak beluste bende valt het klooster binnen om haar te vinden. In Londen krijgt fotoredactrice Anne dagelijks oorlogsbeelden onder ogen. Ze moet een keuze maken tussen haar man en haar Macedonische geliefde Aleksandar. Anne weigert met hem mee te gaan naar Macedonië. Wanneer  Aleksandar teruggaat naar zijn geboortedorp in Macedonië, wordt hij er geconfronteerd met een etnisch-religieuze strijd. Zijn poging om Zamira te redden heeft fatale gevolgen.

## Rolverdeling
| Acteur              | Personage       |
| ------------------- | --------------- |
| Katrin Cartlidge    | Anne            |
| Rade Šerbedžija     | Aleksandar      |
| Grégoire Colin      | Kiril           |
| Labina Mitevska     | Zamira          |
| Jay Villiers        | Nick            |
| Silvija Stojanovska | Hana            |
| Phyllida Law        | Moeder van Anne |
| Josif Josifovski    | Vader Marko     |
| Kiril Ristoski      | Vader Damjan    |
| Petar Mircevski     | Zdrave          |
| Ljupco Bresliski    | Mitre           |
| Igor Madžirov       | Stojan          |
| Ilko Stefanovski    | Bojan           |
| Suzana Kirandžiska  | Neda            |
| Katerina Kocevska   | Kate            |